# جکسون فایو (مجموعه تلویزیونی)
جکسون فایو (انگلیسی: The Jackson 5ive) یک مجموعه کارتونی مخصوص صبح‌های شنبه بود که از ۱۱ سپتامبر ۱۹۷۱ تا ۱۴ اکتبر ۱۹۷۲ از ای‌بی‌سی پخش می‌شد. این مجموعه تولید شده توسط موتاون پروداکشنز، تصویری داستانی از حرفهٔ گروه ضبط موتاون جکسون فایو است. این سریال در سال‌های ۱۹۸۴–۱۹۸۵، در دوره‌ای که مایکل جکسون به‌عنوان یک هنرمند انفرادی، موج بزرگی از محبوبیت را پشت سر می‌گذاشت، بازپخش شد. همچنین برای مدت کوتاهی در سال ۱۹۹۹ به‌عنوان بخشی از مجموعهٔ آن‌ها در تی‌وی لند دوباره پخش شد. این سریال عمدتاً در لندن ساخته شده‌است.

## بررسی
به دلیل تقاضاهای زیاد برای گروه، نقش‌های جکی، تیتو، جرمین، مارلون و مایکل توسط صداپیشه‌ها انجام می‌شد و از آهنگ‌های گروه برای آهنگ‌های نمایش استفاده می‌شد. این گروه، در قالب عکس‌هایی از هر یک از اعضا که به یک کارتون تبدیل می‌شوند که در ترکیب صفحه نمایش عنوان نشان داده شد. اگرچه صحنه‌های موزیکال کارتون عمدتاً انیمیشنی بود، اما گاه به گاه فیلم لایو اکشنی از کنسرت یا موزیک ویدئوی جکسون فایو در مجموعه کارتونی قرار می‌گرفت. جکسون فایو واقعی نیز با ژست گرفتن برای عکس‌هایی که قبل از شروع کارتون به عنوان پوستر، کلیپ و روزنامه برای تبلیغات سریال استفاده می‌شد، به نمایش کمک کرد.
این سریال، در سال ۱۹۷۶ با نام جکسون‌ها، یک برنامه رنگارنگ، دنبال شد.

## بازیگران
- پل فریس در نقش تهیه‌کننده‌ی جکسون فایو
- دونالد فولی‌لاو در نقش مایکل جکسون
- ادموند سیلورز در نقش مارلون جکسون
- جوئل کوپر در نقش جرمین جکسون
- مایک مارتینز در نقش تیتو جکسون
- کریگ گراندی در نقش جکی جکسون
- دایانا راس در نقش خودش (فقط قسمت اول)